# Softly with These Songs: The Best of Roberta Flack
Softly with These Songs: The Best of Roberta Flack es el tercer álbum recopilatorio de la cantante estadounidense Roberta Flack, publicado el 22 de junio de 1993 por Atlantic Records.

## Recepción de la crítica
En una reseña para AllMusic, Jose F. Promis comentó: “Esta ambiciosa pero frustrante colección no solo destaca la larga e ilustre carrera de [Roberta] Flack, pero también llama la atención sobre el hecho de que una retrospectiva de varios discos sobre esta legendaria cantante sería una adición muy bienvenida a su catálogo.”

## Posicionamiento
| Gráfica (1994)                 | Pico de posición |
| ------------------------------ | ---------------- |
| Reino Unido (UK Singles Chart) | 7                |

## Certificaciones y ventas
| País             | Certificación | Ventas |
| ---------------- | ------------- | ------ |
| Australia (ARIA) | Oro           | 35,000 |